# 源光保
源 光保（みなもと の みつやす）は、平安時代末期の武将・院近臣。摂津源氏の流れを汲む出羽守源光国の三男。諱は光泰（『平治物語』）、光康（『愚管抄』）とも記される。

## 生涯
大治5年（1130年）、闘乱事件の罪により兄・光信の土佐国への配流が決定すると光保もこれに連座して右兵衛尉の任を解かれたが間もなく還任される。その後、兄に代わり鳥羽法皇の北面武士を務めた際、娘（土佐局）が法皇の寵妃となったことを契機としてその近臣となり、仁平元年（1151年）の院昇殿を皮切りに、久寿元年（1154年）には従四位下・出雲守となり、さらに保元元年（1156年）には正四位下に叙されるなど異例の早さで昇進した（『兵範記』）。
保元元年（1156年）7月に鳥羽院が崩御すると院近臣の一人として藤原信輔や信西らと共に入棺の役を務めた。また美福門院に近かったことから、その猶子となっていた守仁親王（後の二条天皇）の側近となり、直後の保元の乱にあたっては甥の源光基（土岐氏の祖）と共に後白河天皇方に参加して勝利する。乱の後、即位した二条天皇の親政派と退位した後白河上皇の院政派が対立を生じると、光保はかねてからの関係により終始前者の側に立って行動する。
その流れの中で平治元年（1159年）に勃発した平治の乱にあたっては、嫡男・光宗や甥の光基らを率いて藤原信頼・源義朝方に参加、第一の攻撃目標に掲げられていた信西を追跡し、山城国において発見・殺害するという大功を挙げた。
しかし同じ親政派の葉室惟方や大炊御門経宗の裏切りにより二条天皇が内裏から脱出すると、信頼方に味方する理由を失った光保一党は動揺し、初め陽明門の守備に付くが、最終的には寝返って平清盛方に加勢した。このため乱の直後は処罰を免れるが、二条親政派の排除を意図した後白河院によって、引き続きその立場を狙われることとなる。
永暦元年（1160年）6月、後白河院の命を狙ったという罪状でついに光宗とともに逮捕され、薩摩国に配流となった。さらに間髪を置かず、同国川尻（鹿児島県指宿市）において誅殺された。

## 系譜
- 父：源光国（1063-1148）
- 母：大中臣輔清の女
- 妻：不詳
  - 男子：源光宗（1142?-1160）
  - 男子：源光盛
  - 女子：土佐局 - 二条天皇妃
  - 女子：源重子 - 坊門局
- 養子
  - 男子：源全 - 多田禅師。源光国の子